# Разрешение (музыка)
Разреше́ние (нем. Auflösung, англ. resolution, фр. résolution), в многоголосной музыке — переход от одного созвучия (интервала, конкорда, аккорда), трактуемого как ладовый неустой, к другому созвучию, трактуемому как ладовый устой (см. Устой и неустой). В качестве первого обычно выступает диссонантный интервал (обособленный или в составе аккорда), в качестве второго — консонантный интервал (см. Консонанс и диссонанс). В российской теории музыки XX века принято рассматривать разрешение диссонанса в консонанс в мажорно-минорной тональности как результат тяготения ладового диссонанса в (ладовый) консонанс.

## Краткая характеристика
О «разрешении» говорят преимущественно по отношению к интервалам и аккордам в мажорно-минорной тональности, от её истоков (конец XV века) до её распада (конец XIX — начало XX веков). Реже термин также используется в анализах старомодальной гармонии — в музыке, где мажорно-минорная тональность ещё не сформировалась, но присутствуют её элементы. Например, в готической каденции, характерной для многоголосия Ars antiqua и Ars nova, конкорд терцсексты «разрешается» в конкорд квинтоктавы. По отношению к авангардным техникам в музыке XX века, где нельзя говорить о линейных неустоях (неаккордовых звуках) и нет понятия тоники и соотнесённой с ней периферии (например, в додекафонных сочинениях А. Веберна), переход от диссонанса к консонансу «разрешением» не называется.

## Разрешение интервалов
В рамках элементарной теории музыки (ЭТМ), ориентированной классико-романтическую тональность, выделяются несколько основных пар взаимнообратимых интервалов, требующих разрешения. Среди диатонических интервалов непременному (в рамках данной системы) разрешению подвергаются секунды и септимы (большие и малые). Любой увеличенный или уменьшённый интервал требует разрешения a priori, для мажорно-минорной тональности наиболее характерными здесь оказываются тритоны — увеличенная кварта и уменьшённая квинта, — а также две пары взаимнообратимых интервалов, появляющиеся в рамках «условной диатоники» гармонического мажора и гармонического минора — увеличенная секунда и уменьшённая септима, увеличенная квинта и уменьшённая кварта (см. Характерные интервалы). 

### Разрешение больших и малых секунд и септим
Традиции разрешения секунд и септим сложились в европейской музыке ещё до становления гармонической тональности с её вводнотоновыми тяготениями, и исторически восходят к эпохе строго стиля, где господствовала диатоническая гармония церковных ладов-модусов. По правилу один из звуков, а именно основание в секунде и вершина в септиме, трактуется как диссонирующий и движется плавно на ступень вниз. Оставшийся свободный звук может как остаться на месте, так и перейти в другой, но с условием образования конечного диатонического двузвучия в квинту, сексту или в обращение одного из них (интервалы, традиционно причисляемые наряду с примой и октавой к консонансам в европейской музыкальной теории).

### Разрешение увеличенных и уменьшённых интервалов
Общая закономерность разрешения интервалов данной группы состоит в стремлении увеличенных интервалов к расширению (конечное двузвучие охватывает большее количество ступеней), а уменьшённых — к сужению (конечное двузвучие охватывает меньшее количество ступеней). Например, увеличенная кварта может перейти большую или малую сексту, реже — в квинту (см. далее), но не в терцию. 
Для ряда увеличенных и уменьшённых интервалов наиболее типичным (в условиях гармонической тональности) является двустороннее разрешение, при котором оба голоса мелодически активны. К таковым относятся увеличенная секунда, увеличенная кварта (тритон), увеличенная секста и их обращения.

## Разрешение аккордов

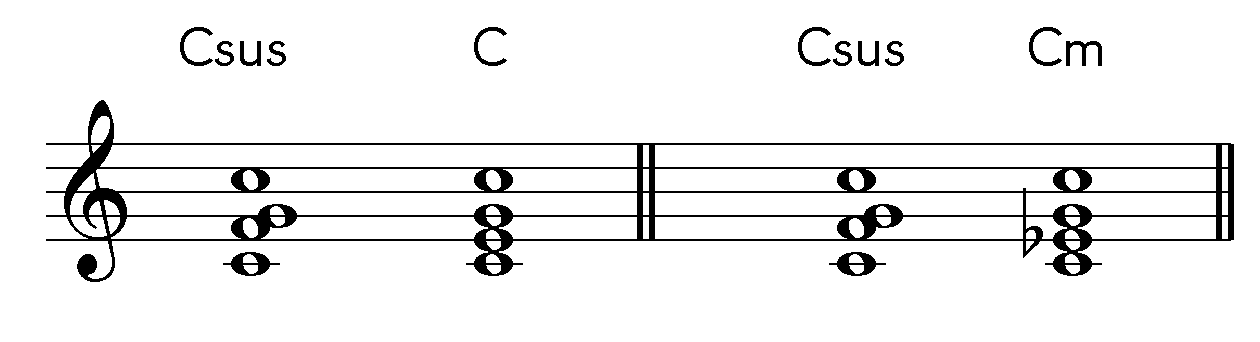
Разрешение аккорда с задержанием в минорное или мажорное трезвучие

В мажорно-минорной тональности, где особое значение приобретают взаимосвязи (квинто-терцовых) аккордов, разрешению подлежат все гармонии, кроме тонического трезвучия, строящего на первой ступени лада и играющего роль генерального централизующего устоя. 
В современной модальной гармонии после «эмансипации диссонанса» в XX веке функцию устоя, обеспечивающего разрешение, могут выполнять традиционно диссонантные созвучия, в частности септаккорды .